# Sjostedtiella erythrostoma
Sjostedtiella erythrostoma là một loài tò vò trong họ Ichneumonidae.